# Червленівська сільська рада
Червле́нівська сільська́ ра́да — колишній орган місцевого самоврядування в Лебединському районі Сумської області. Адміністративний центр — село Червлене.

## Загальні відомості
- Населення ради: 607 осіб (станом на 2001 рік)

## Населені пункти
Сільській раді підпорядковані населені пункти:
- с. Червлене
- с. Грушеве
- с. Новоселівка
- с. Чижове

## Склад ради
Рада складається з 12 депутатів та голови.
- Голова ради: Ященко Володимир Васильович
- Секретар ради: Гриценко Олександр Іванович

### Керівний склад попередніх скликань
| Прізвище, ім'я, по батькові | Основні відомості                                                                       | Дата обрання | Дата звільнення |
| --------------------------- | --------------------------------------------------------------------------------------- | ------------ | --------------- |
| Ященко Володимир Васильович | Сільський голова, 1970 року народження, освіта вища, член Соціалістичної партії України | 26.03.2006   | 31.10.2010      |
| Ященко Володимир Васильович | Сільський голова, 1970 року народження, освіта вища, член Партії регіонів               | 31.10.2010   |                 |

Примітка: таблиця складена за даними сайту Верховної Ради України